# Le Labyrinthe des esprits
Le Labyrinthe des esprits (titre original : El laberinto de los espiritus) est un roman espagnol de Carlos Ruiz Zafón paru en 2016 puis traduit en français par Marie Vila Casas et publié aux éditions Actes Sud en 2018. C'est le dernier roman de la série Le Cimetière des livres oubliés.

## Résumé
Fermín Romero de Torres raconte comment, en mars 1938, il est revenu à Barcelone et a tenté de remettre une lettre à Lucia Gris, l’épouse d’un de ses amis mort en prison. Il ne trouve que la fille de Lucia, Alicia Gris, âgée de sept ou huit ans, qui vit chez sa grand-mère. Des bombardements éclatent, la façade de l'appartement dans lequel ils se trouvent explose, tuant la grand-mère. Fermín s’enfuit avec Alicia pendant que les bombes continuent de tomber. Fermín est blessé et pousse Alicia à continuer sans lui. Plus tard, une explosion la propulse à travers la coupole en verre du Cimetière des livres oubliés. Fermín est récupéré inconscient sur une terrasse puis emmené dans un hôpital dans lequel il est soigné. On lui apprend qu'aucune petite fille nommée Alicia a été retrouvée. Fermín la croit morte.
À Madrid, en novembre 1959, Mauricio Valls, Ministre de l’éducation et de la culture et ancien directeur de la prison de Montjuïc, trouve sur son bureau une liste de nombres et un message menaçant disant : « Ton temps touche à sa fin, il te reste une dernière chance. À l’entrée du labyrinthe ». Valls, qui n'a plus fait de sortie officielle depuis deux ans à la suite d'un attentat manqué, s’enfuit avec son garde du corps Vicente Carmona et disparaît. Il est convaincu que David Martin, ancien prisonnier à Montjuïc , veut se venger de lui. 
Les deux hommes se rendent aux abords d’une villa à Barcelone. Ils sont attaqués par un homme qui tue Vicente et blesse Valls à la main. Valls se réveille dans un cachot. Il lui manque deux doigts à une main et celle-ci est infectée. La gangrène se répand peu à peu et ses geôliers lui laissent une scie. Il est obligé de se couper la main pour éviter la septicémie.
Alicia Gris travaille maintenant à Madrid, à la sécurité de l’État. Elle a gardé de graves séquelles de son accident et doit prendre des antidouleurs. Elle est sollicitée par son supérieur et mentor, Leandro Montalvo, pour une dernière mission : elle devra avec l’aide d’un policier, Juan Manuel Vargas, retrouver Valls. Le Ministre de l'Intérieur, Manuel Gil de Partera, leur apprend que Valls reçoit des lettres anonymes depuis plusieurs années et qu'il a été la cible d’un attentat en 1956.
Alicia et Vargas se rendent dans la résidence de Valls. Alicia y rencontre la fille de Valls, Mercedes. Cette dernière lui raconte qu’à l’âge de sept ans, une femme est venue la trouver à l’école, l’a embrassée et lui a dit qu’elle l’aimait. Vicente, le garde du corps de Valls, lui a tiré une balle dans la tête devant la petite fille.
Dans le bureau de Valls, Alicia trouve, dissimulé derrière un tiroir du bureau, un livre d’un certain Victor Mataix, intitulé Le labyrinthe des esprits VII - Ariadna et le Prince écarlate.
Alicia part pour Barcelone et décide de suivre la piste du livre pour retrouver Valls. Elle apprend que Mataix a disparu après la guerre. Ariadna était le nom de sa fille et le labyrinthe représente la ville de Barcelone. Le libraire Gustavo Barceló lui dit qu’un collectionneur achète depuis sept ans, par l'intermédiaire de l’avocat Fernando Brians, tous les exemplaires des neuf romans de la série Le labyrinthe des esprits.
La piste les conduit à une société nommée Metrobarna fondée par Miguel Angel Ubach, surnommé « le banquier de la poudre », mort des années plus tôt dans un incendie. Le directeur actuel, Ignacio Sanchís, a côtoyé Valls et Franco. Sanchís a épousé Victoria, la fille de Miguel Angel Ubach. Le chauffeur de Sanchís, Valentin Morgado, a été emprisonné à Montjuïc.
Alicia et Vargas partent ensuite enquêter auprès de Fernando Brians. Dans le garde meuble de Brians, Alicia et Vargas trouvent des dossiers sur les prisonniers de Montjuïc de 1939 à 1944. Un des dossiers contient un carnet écrit par la mère de Daniel Sempere, Isabella, quelque temps avant sa mort.
Un journaliste, Sergio Vilajuana, raconte à Alicia qu’en 1937, Ubach a fait pression sur Mataix pour que celui-ci lui écrive une autobiographie. En 1941, les Ubach ont rendu visite aux Mataix. Plus tard, l’inspecteur Francisco Javier Fumero est venu chez Mataix et l’a emmené ainsi que ses filles Ariadna et Sonia. Fumero a laissé Susana, l’épouse de Mataix, pour morte.
Leandro informe Alicia et Vargas que l’enquête est quasiment bouclée : des transactions douteuses  auraient eu lieu pendant quinze ans entre Valls et Sanchís. Valls aurait fait chanter Sanchís pour obtenir des fonds illicites et Sanchís se serait vengé. La suite de l’enquête est confiée à Rodrigo Hendaya, un disciple de Fumero. Sanchís, torturé, aurait avoué avoir envoyé les lettres de menace, voulant convaincre Valls de l’existence d’une vendetta politique ou d’une conspiration menée par David Martín. L’attentat de 1956 aurait été perpétré par Morgado. Sanchís et Morgado sont torturés puis tués par Hendaya durant un interrogatoire. Il est ensuite annoncé dans la presse que Valls a trouvé la mort dans un accident de voiture. Alicia et Vargas sont priés d’abandonner l’enquête mais ils décident de la poursuivre en secret.
En se rendant à l'état civil, Vargas découvre que la liste de nombres trouvée dans le bureau de Valls correspond à des certificats de décès d’enfants. Chaque acte de décès correspond à un acte de naissance établi à la même date. Vargas y trouve le nom des filles de Victo Mataix.
Vargas est assassiné. Alicia réalise que son mentor Leandro était complice de Valls et tire les ficelles depuis le début. Lorsqu’il était directeur de la prison de Montjuïc, Valls a emprisonné et tué des personnes dont il a ensuite volé les enfants pour les vendre à des personnes haut placées, en échange de faveurs pour grimper dans les échelons du régime. Ariadna Mataix a ainsi été vendue à la famille Ubach et elle est devenue Victoria Ubach. Sonia Mataix a été adoptée par Valls et a été rebaptisée Mercedes. Des centaines d’enfants ont ainsi été vendus. Alicia découvre que Victoria, son mari Sanchís et Morgado sont les ravisseurs de Valls. Elle comprend ensuite que le but de Leandro n’était pas de sauver Valls mais de le localiser et le réduire au silence pour étouffer le scandale et conserver le secret sur cette affaire. La mission était un leurre. Alicia et Vargas étaient des exécutants qui devaient disparaître à la fin.
Ariadna, emprisonnée par Leandro, lui raconte sa vie : elle a fugué dans sa jeunesse et David Martín, un ami de son vrai père, l’a aidée. Elle dit que David Martín est mort en 1948 après avoir coulé sa barque en haute mer. Ariadna avoue avoir tué les Ubach en mettant le feu à leur villa.
Alicia lit le carnet d’Isabella : cette dernière y avoue que David Martín était l’amour de sa vie et qu’il était le vrai père de Daniel Sampere. Elle est consciente d’avoir été empoisonnée par Valls qui avait décidé de la détruire pour faire plier ou pour blesser David Martín. Elle a écrit son carnet en sachant qu’il ne lui restait plus que quelques jours à vivre.
Alicia remet le carnet à Daniel Sampere et laisse un mot sur la tombe d’Isabella, précisant l’adresse du cachot de Valls. Daniel se rend là-bas et trouve Valls, à moitié mort et suppliant qu’on l’achève. Daniel le libère puis le laisse dans la rue, livré à lui-même. Plus tard, Valls est retrouvé mort dans le métro. Il est jeté dans la fosse commune près de Montjuïc comme un mendiant sans identité.
Alicia se rend à Madrid et tue Leandro. 
On apprend le devenir des personnages :
- Daniel et sa femme Bea ont un deuxième enfant après Julián, une fille qu'ils prénomment Isabella.
- Fermín remplace Isaac Montfort à la tête du Cimetière des livres oubliés.
- Julián Sempere a une fille qu’il appelle Alicia. Il décide de raconter toute l’histoire de sa famille dans un livre en quatre tomes qui sera intitulé Le Cimetière des livres oubliés. Il part à la recherche de Julián Carax à Paris puis à Barcelone, désirant que Carax écrive le livre à sa place. Carax l’aide et le guide pendant près de quinze ans pour l’écriture du roman. Le livre sera publié sous le nom de Julián Carax, peu après le décès de ce dernier qui meurt en 1991 sur la tombe de Nuria Montfort.
- Alicia est partie en Amérique, d’où elle envoie tous les ans pendant trente ans une carte postale à Fermín, jusqu’en 1991, date probable de sa mort. Elle a envoyé en 1964 au journaliste Vilajuana les résultats de son enquête. En 1981, ce dernier révèle dans la presse le scandale des enfants volés.

Le livre se termine alors que Julián Sempere emmène pour la première fois sa fille Alicia au Cimetière des livres oubliés.

## Éditions

### Édition originale en espagnol
- (es) Carlos Ruiz Zafón, El laberinto de los espiritus, Barcelone, Planeta, coll. « Autores españoles e iberoamericanos », 1er novembre 2016, 925 p. (ISBN 978-84-08-16338-1)

### Éditions imprimées en français
- Carlos Ruiz Zafón (trad. de l'espagnol par Marie Vila Casas), Le Labyrinthe des esprits [« El laberinto de los espiritus »], Arles, Actes Sud, coll. « Lettres hispaniques », 2 mai 2018, 840 p. (ISBN 978-2-330-10334-7, BNF 45491973)
- Carlos Ruiz Zafón (trad. de l'espagnol par Marie Vila Casas), Le Labyrinthe des esprits [« El laberinto de los espiritus »], Arles, Actes Sud, coll. « Babel » (no 1721), 4 novembre 2020, 989 p. (ISBN 978-2-330-14214-8, BNF 46658931)

### Livre audioen français
- Carlos Ruiz Zafón (trad. de l'espagnol par Marie Vila Casas), Le Labyrinthe des esprits [« El laberinto de los espiritus »], Paris, Audiolib, 7 novembre 2018 (ISBN 978-2-36762-778-6)